# Qiao Jie
Qiao Jie (xinès simplificat:乔杰) (Harbin 1964 -) metgessa xinesa, experta en medicina reproductiva. Membre de l'Acadèmia Xinesa d'Enginyeria, i de l'Acadèmia Americana de les Arts i les Ciències.

## Biografia
Qiao Jie va néixer el 2 de gener de 1964 a Harbin, província de Heilongjiang (Xina).
El 1987 va obtenir la llicenciatura en medicina a la Universitat de Medicina de Pequín i el 1996 va acabar el doctorat al Departament d'Obstetrícia i Ginecologia. Va completar la seva formació amb un post-doctorat al Centre Mèdic de la Universitat Stanford, (EUA) com a becaria visitant, i amb estudis a l'Hospital Queen Mary de la Universitat de Hong Kong.

### Trajectòria professional i càrrecs ocupats
De 2001 a 2018, va exercir com a metge en cap i professor del Departament d'Obstetrícia i Ginecologia del Tercer Hospital de la Universitat de Pequín on va ser la Directora del Departament. d'Obstetrícia i Ginecologia i Departament de Reproducció. Vicepresidenta de la Universitat de Pequín. Vicepresidenta del 26è Consell de l'Associació Mèdica Xinesa i vicepresidenta del 10è Comitè Nacional de l'Associació Xinesa per a la Ciència i la Tecnologia.

### Contribucions científiques
Qiao dirigeix el laboratori de recerca de l'ICG (Beijing Advanced Innovation Center for Genomics) especialitzada en la investigació clínica i bàsica, relacionada amb la salut reproductiva, centrada en el desenvolupament de cèl·lules germinals i la patogènesi de malalties relacionades amb la infertilitat.
Qiao ha publicat prop de 200 articles i 15 llibres sobre mecanismes moleculars de maduració dels oòcits de mamífers, genètica reproductiva i estudis clínics de trastorns reproductius, endocrins i metabòlics.
És l'única dona presidenta dels 10 millors hospitals de la Xina i una de les 25 dones membres de l'Acadèmia Xinesa d'Enginyeria amb més de 700 membres, que inclou una secció mèdica equivalent a l'Acadèmia Nacional de Ciències dels Estats Units.

### COVID-19
En una nota del 21 d'agost de 2020, la Universitat de Pequín va comunicar el paper important que va tenir Qiao Jie en els primers moments de la pandèmia del Covid-19, Qiao va formar part d'un dels equips mèdics enviats a l'hospital sino-francès Tongji de Wuhan. Durant la pandèmia, Qiao també es va centrar en els serveis de salut materna i infantil. El seu equip va investigar el risc de transmissió vertical de mare a fill per primera vegada i va publicar els resultats de la investigació clínica a les principals revistes internacionals, com el titulat "Característiques clíniques de les dones embarassades amb COVID-19 a Wuhan, Xina" a The New England Journal of Medicine.

## Premis i distincions
- 2008 :National Science Fund for Distinguished Young Scholars
- 2009 : State Science and Technology Progress Award (Second Class)
- 2011: State Science and Technology Progress Award (Second Class)
- 2011: Science and Technology Progress Award of the Ho Leung Ho Lee Foundation
- 2017: State Science and Technology Progress Award (Second Class)
- 2017: Membre de l'Acadèmia Xinesa d'Enginyeria
- 2018: Tan Jiazhen Life Science Award
- També és copresidenta de la comissió de la revista The Lancet sobre salut reproductiva, materna, nounat, infantil i adolescent a la Xina.[4]

## Publicacions destacades
1. Chen L, Li Q, Zheng D, Jiang H, Wei Y, Zou L, Feng L, Xiong G, Sun G, Wang H, Zhao Y, Qiao J. Clinical Characteristics of Pregnant Women with Covid-19 in Wuhan, China. New Engl J Med. 2020;382:e100
2. Wang S, Zheng Y, Li J, Yu Y, Zhang W, Song M, Liu Z, Min Z, Hu H, Jing Y, ......, Qiao J, Zhou Q, Izpisua Belmonte JC*, Qu J*, Tang Fuchou*, Liu GH*. (2020) Single-Cell Transcriptomic Atlas of Primate Ovarian Aging. Cell, 180: 585-600
3. Zhou F, Wang R, Yuan P, Ren Y, Mao Y, Li R, Lian Y, Li J, Wen L, Yan L, Qiao J*, Tang Fuchou*. (2019) Reconstituting the transcriptome and DNA methylome landscapes of human implantation. Nature, 572: 660-664
4. Zhong S, Zhang S, Fan X, Wu Q, Yan L, Dong J, ......, Pan N, Xu X, Tang Fuchou*, Zhang J*, Qiao J*, Wang X*. (2018). A single-cell RNA-seq survey of the developmental landscape of the human prefrontal cortex. Nature, 555: 524-528
5. Bian S, Hou Y, Zhou X, Li X, Yong J, Wang Y, Wang W, Yan J, Hu B, Guo H, Wang J, Gao S, Mao Y, Dong J, Zhu P, Xiu D, Yan L, Wen L, Qiao J*, Tang Fuchou*, Fu W*. Single-cell multiomics sequencing and analyses of human colorectal cancer. Science. 2018; 362: 1060-1063.
6. Zhong S, Zhang S, Fan X, Wu Q, Yan L, Dong J, Zhang H, Li L, Sun L, Pan N, Xu X, Tang Fuchou*, Zhang J*, Qiao J*, Wang X*. A single-cell RNA- seq survey of the developmental landscape of the human prefrontal cortex. Nature. 2018; 555: 524-528.
7. Wang M, Liu X, Chang G, Chen Y, An G, Yan L, Gao S, Xu Y, Cui Y, Dong J, Chen Y, Fan X, Hu Y, Song K, Zhu X, Gao Y, Yao Z, Bian S, Hou Y, Lu J, Wang R, Fan Y, Lian Y, Tang W, Wang Y, Liu J, Zhao L, Wang L, Liu Z, Yuan R, Shi Y, Hu B, Ren X, Tang F*, Zhao X*, Qiao J*. Single Cell RNA Sequencing Analysis Reveals Sequential Cell Fate Transition during Human Spermatogenesis. Cell Stem Cell. 2018; 23(4):599-614.e4.
8. Gao S, Yan L, Wang R, Li J, Yong J, Zhou X, Wei Y, Wu X, Wang X, Fan X, Yan J, Zhi X, Gao Y, Guo H, Jin X, Wang W, Mao Y, Wang F, Wen L, Fu W, Ge H*, Qiao J*, Tang F*. Tracing the temporal-spatial transcriptome landscapes of the human fetal digestive tract using single-cell RNA-sequencing. Nat Cell Biol. 2018; 20:721-734.
9. Zhu P, Guo H, Ren Y, Hou Y, Dong J, Li R, Lian Y, Fan X, Hu B, Gao Y, Wang X, Wei Y, Liu P, Yan J, Ren X, Yuan P, Yuan Y, Yan Z, Wen L, Yan L, Qiao J*, Tang F*.Single-cell DNA methylome sequencing of human preimplantation embryos. Nat Genet. 2018; 50(1):12-19.
10. Wang H, Gao H, Chi H, Zeng L, Xiao W, Wang Y, Li R, Liu P, Wang C, Tian Q, Zhou Z, Yang J, Liu Y, Wei R, Mol BWJ, Hong T*, Qiao J*. Effect of Levothyroxine on Miscarriage Among Women With Normal Thyroid Function and Thyroid Autoimmunity Undergoing In Vitro Fertilization and Embryo Transfer. JAMA. 2017; 318(22):2190-2198.
11. Li L, Dong J, Yan L, Yong J, Liu X, Hu Y, Fan X, Wu X, Guo H, Wang X, Zhu X, Li R, Yan J, Wei Y, Zhao Y, Wang W, Ren Y, Yuan P, Yan Z, Hu B, Guo F, Wen L, Tang F*, Qiao J*. Single-Cell RNA-Seq Analysis Maps Development of Human Germline Cells and Gonadal Niche Interactions. Cell Stem Cell. 2017; 20(6):858-873.e4.
12. Qi X, Zhang B, Zhao Y, Li R, Chang HM, Pang Y*, Qiao J*. Hyperhomocysteinemia promotes insulin resistance and adipose tissue inflammation in PCOS mice through modulating M2 macrophage polarization via estrogen suppression. Endocrinology. 2017; 158(5):1181-1193.
13. Guo H, Hu B, Yan L, Yong J, Wu Y, Gao Y, Guo F, Hou Y, Fan X, Dong J, Wang X, Zhu X, Yan J, Wei Y, Jin H, Zhang W, Wen L, Tang F,* Qiao J*. DNA methylation and chromatin accessibility profiling of mouse and human fetal germ cells. Cell Res. 2017; 27(2):165-183.
14. Chang HM, Qiao J*, Leung PC*. Oocyte-somatic cell interactions in the human ovary-novel role of bone morphogenetic proteins and growth differentiation factors. Hum Reprod Update. 2016; 23(1):1-18.
15. Ren Y, Zhi X, Zhu X, Huang J, Lian Y, Li R, Jin H, Zhang Y, Zhang W, Nie Y, Wei Y, Liu Z, Song D, Liu P, Qiao J*, Yan L*. Clinical applications of MARSALA for preimplantation genetic diagnosis of spinal muscular atrophy. J Genet Genomics. 2016;43(9):541-7.
16. Dang Y, Yan L, Hu B, Fan X, Ren Y, Li R, Lian Y, Yan J, Li Q, Zhang Y, Li M, Ren X, Huang J, Wu Y, Liu P, Wen L, Zhang C, Huang Y*, Tang F*, Qiao J*. Tracing the expression of circular RNAs in human pre-implantation embryos. Genome Biol. 2016;17(1):130.
17. Wang TR, Yan J, Lu CL, Xia X, Yin TL, Zhi X, Zhu XH, Ding T, Hu WH, Guo HY, Li R, Yan LY*, Qiao J*. Human single follicle growth in vitro from cryopreserved ovarian tissue after slow freezing or vitrification. Hum Reprod. 2016; 31(4):763-73.
18. Hou Y, Fan W, Yan L, Li R, Lian Y, Huang J, Li J, Xu L, Tang F*, Xie XS*, Qiao J*. Genome analyses of single human oocytes. Cell. 2013; 155(7):1492-506.·